# Hermetismus (Literatur)
Als Hermetismus (ital. Ermetismo) wird eine Stilrichtung in der Literatur, insbesondere der Lyrik des 20. Jahrhunderts bezeichnet.
Die hermetische Dichtung steht in der Tradition des französischen Symbolismus. Sie ist gekennzeichnet durch die Verwendung privater Symbole und Metaphern, wodurch der Zugang des Lesers erschwert wird. 
Bedeutende Vertreter hatte der Ermetismo im Italien der 1930er Jahre. Zu diesen zählen:
- Eugenio Montale (1896–1981)
- Salvatore Quasimodo (1901–1968)
- Giuseppe Ungaretti (1888–1970)

Im deutschen Sprachraum zeigen die Gedichte von Stefan George, Gottfried Benn und vor allem Paul Celan Merkmale des Hermetismus. Ob allgemein Hermetismus als eigenständige literarische Strömung oder als eine Tendenz innerhalb des Symbolismus zu sehen ist, bleibt – vom Sonderfall Italien abgesehen – offen.
Hermetismus wurde auch als abfällige Bezeichnung für „dunkles Dichten“ verwendet.